# Prometna policija
Prometna policija nadzoruje in ureja promet na javnih in nekategoriziranih cestah.

## Delo prometne policije
- varuje življenje, osebno varnost in premoženje ljudi,
- nadzoruje in ureja promet na javnih ter nekategoriziranih cestah, ki so dane v uporabo za javni promet, in ukrepa zoper kršitelje cestnoprometnih predpisov ter izvaja druge predpisane ukrepe,
- preprečuje in odkriva kazniva ravnanja ter odkriva in prijema storilce,
- preiskuje prometne nesreče in izvaja predpisane ukrepe,
- opozarja pristojne organe in organizacije na odpravo pomanjkljivosti ob ugotovljenih neustreznih vozno-tehničnih razmerah,
- neustreznem stanju cestne opreme in signalizacije ter ukrepa v skladu s predpisi,
- sodeluje pri zavarovanju izrednih in posebnih prevozov ter izvaja predpisane naloge pri športnih in drugih prireditvah na cestah,
- skrbi za pravilno pisarniško poslovanje, za pravilen vnos podatkov v centralno vodene računalniške evidence ter za ažuriranje evidenc na postaji,
- na svojem delovnem področju sodeluje z drugimi organi in organizacijami s področja varnosti cestnega prometa,
- opravlja naloge prekrškovnega organa v skladu s predpisi,
- opravlja druge naloge s svojega delovnega področja, ki jih določajo zakoni in drugi predpisi.